# 明治紀念之標
明治紀念之標（めいじきねんのひょう）は1880年（明治13年）に建立された、石川県金沢市の兼六園内にある日本で最初の西洋式銅像。1877年（明治10年）の西南戦争戦没者の慰霊のために建設された。
自然石を積み上げ、その上に九州熊襲を討伐したとされる日本武尊の像を置いている。石積の部分には「ナメクジ、蛇、ヒキガエル」の形の岩があり、三すくみが表現されている。
1988年（昭和63年）に安全性の調査が開始され、台座等に亀裂が発見された。1992年（平成4年）にかけて修復工事がなされている。
この銅像には「鳥が寄り付かない」と言う逸話がある。金沢大学教授の廣瀬幸雄の「ハトを寄せ付けない銅像の科学的研究」の結果、銅像にヒ素が含まれていることが判明した。同研究は2003年（平成15年）にイグ・ノーベル賞を受賞した。

## 歴史

### 建立の経緯
1877年（明治10年）、西南の役で戦没した石川県出身の政府軍兵士400余名の慰霊のため建立された。1880年（明治13年）7月に着工し、10月に竣工した。西南の役には徴兵による第七連隊兵士、近衛鎮台に所属していた石川県の士族、募兵により編成された新撰旅団の石川県士族が加わっていた。
銅像設置にかかった費用は銅像に3,000円余、運搬費に1,080円、その他合計総工費10,100円であった。

### その後
この標ができた時には、銅像という言葉はなく、地元・金沢の人たちには「公園の金仏さん」と呼ばれていた。
日清戦争から第二次世界大戦終戦にいたるまでの戦争では、多くの銅像や金属類が供出され、兼六園からも加賀藩14代藩主前田慶寧の銅像も供出されたが、明治紀年之標は供出されなかった。理由は定かではないが、日本武尊を天子とみたからではないかと見なす考察がある。
制作後77年目の1957年（昭和32年)7月7日午前7時に人間に準えた喜寿祝いが行われ、77歳の高齢者7人を招いて、記念式典が行われた。
当時、腐食していた銅像の右目の修理が行われており、この喜寿祝いに合わせて開眼式も行われた。
建設から110年近く経った1988年（昭和63年）、安全性を調査し、調査結果にもとづき、全面的に解体し修理することになった。修理工事は1992年（平成4年）3月に完成した。
この修理工事の際、日本武尊は日本刀を下げていたが、日本武尊が生きていた時代には日本刀は存在しないため、直刀を下げていることが正しいことが判明した。しかし、議論の結果、建設当時のものを崩さずそのまま日本刀を持たせることとなった。

## 構造

### 像
像は日本武尊像で高さは5.4メートル、日本最初の屋外銅像である。完成当初、地元の人々からは「金仏さん」と呼ばれていた。像の製作者は富山県高岡市の鋳物師であり、高岡市は銅器の町で、日本武尊像鋳造当時は、石川県に属していた。像の原型の作者については諸説あり、原図は岸光景、木彫原型は田村与八郎守真の作とする説、原画の作者は佐々木法橋竜泉であるという説、断定できないとする説がある。また、採用されなかった原型として松井乗運作の木像が石川県立美術館にある。
2003年（平成15年）のイグ・ノーベル賞に、この銅像を元に金沢大学名誉教授・廣瀬幸雄の「ハトを寄せ付けない銅像の化学的研究」が選ばれている。1988年（昭和63年）の修復作業の折、銅像の成分を調べた結果、ヒ素が15パーセント含まれていることが判明しており、それが原因ではないかと推察している。

### 台座
金沢城の庭師であった太田小兵衛が台座の石積みをした。石は、金沢城内の玉泉院丸の露地石を使った。別に旧藩老・奥村邸の石も使ったとの説がある。台座は自然石を用いており、平成の修理の際に、福浦石など130個が確認された。高さは6メートルである。
台座前面の鏡石には、有栖川宮熾仁親王の揮毫による「明治紀念之標」の題字が彫られている。熾仁親王は西南戦争で政府側の総督を務めた。周囲には柵がめぐらされ、柵内には、「石川縣戦死士盡忠碑」など14の石碑が建てられている。
明治紀念之標の像と台座は、1991年(平成3年)から1992年(平成4年)にかけて大規模な修理が行われ，像と台座が共に解体・補修された。

## 俗信
次のような迷信が語られている。
1. 息を止めて像の周りを3周すると、願い事が叶う。
2. 像の鼻の孔から覗いて空が見えたら、試験に合格する。

像の後頭部に小さな穴があり、鼻の孔から覗くと空が見えることを旧制四高（第四高等学校）の学生が発見し、ゲン担ぎとして広まったもの。1990年（平成2年）の台座の改修工事の際、あわせて孔がふさがれたため、その後は鼻の孔を覗いても空を見ることはできない。

## 現地情報

### 所在地
兼六園内のほぼ中央。

### 周辺情報
- 石川県伝統産業工芸館
- 成巽閣

### 書籍
- 水島莞爾「明治紀念之標日本武尊銅像の作者は加賀藩、御用画師佐々木法橋泉竜翁也」『石川郷土史学会会誌』第3巻、1970年、全国書誌番号:00001440。
- 兼六園全史編纂委員会 編『兼六園全史』兼六園観光協会、1976年。全国書誌番号:77024139。
- 廣瀬与志雄建築設計事務所 編『兼六園「明治紀念之標」修理工事報告書』 平成四年版、石川県兼六園管理事務所、1993年。NCID BN09388735。
- 「きくざくら」、兼六園研究会、1996年、全国書誌番号:01028788。
- 橋本確文堂企画出版室 編『特別名勝　兼六園　その歴史と文化』橋本確文堂、1997年2月。ISBN 9784893790422。全国書誌番号:98047646。
- 下郷稔『兼六園の今昔 加賀百万石の庭』中日新聞社、1999年3月。ISBN 9784806203742。
- 金沢市「學都 2004年春号」金沢市、2004年
- マーク・エイブラハムズ『イグ・ノーベル賞 大真面目で奇妙キテレツな研究に拍手!』阪急コミュニケーションズ、2004年3月19日。ISBN 9784484041094。
- 久我羅内『めざせイグ・ノーベル賞 傾向と対策』阪急コミュニケーションズ、2008年9月27日。ISBN 9784484082226。
- 廣瀬幸雄『我が輩は珈琲博士　―笑いと科学のスペシャルブレンド』北國新聞社、2012年2月1日。ISBN 9784833018494。
- 三田良信『石碑でめぐる金沢歴史散歩』北國新聞社、2013年8月16日。ISBN 9784833019491。
- 北國新聞出版局 編『金沢なにコレ100話』北國新聞社、2013年10月11日。ISBN 9784833019569。
- 北國新聞出版局 編『金沢めぐり　とっておき話のネタ帖』北國新聞社、2014年11月11日。ISBN 9784833020015。
- 本康宏史『百万石ブランドの源流 モダンから見た伝統文化』能登印刷出版部、2019年4月8日。ISBN 9784890107476。

### 新聞記事
- 「ふるさとから挑戦 第16話 はぐれ鳥の狂詩曲1」『北國新聞』2009年3月17日、28面。
- 「ふるさとから挑戦 第16話 はぐれ鳥の狂詩曲2」『北國新聞』2009年3月18日、32面。
- 「ふるさとから挑戦 第16話 はぐれ鳥の狂詩曲3」『北國新聞』2009年3月19日、42面。
- 「ふるさとから挑戦 第16話 はぐれ鳥の狂詩曲4」『北國新聞』2009年3月20日、36面。
- 「ふるさとから挑戦 第16話 はぐれ鳥の狂詩曲5」『北國新聞』2009年3月21日、26面。
- 「ユーモアの頭脳集結」『北國新聞』2012年1月29日。
- 「ハトよけ効果研究 科学の楽しさ痛感」『読売新聞』2003年11月24日。